# César du meilleur film étranger

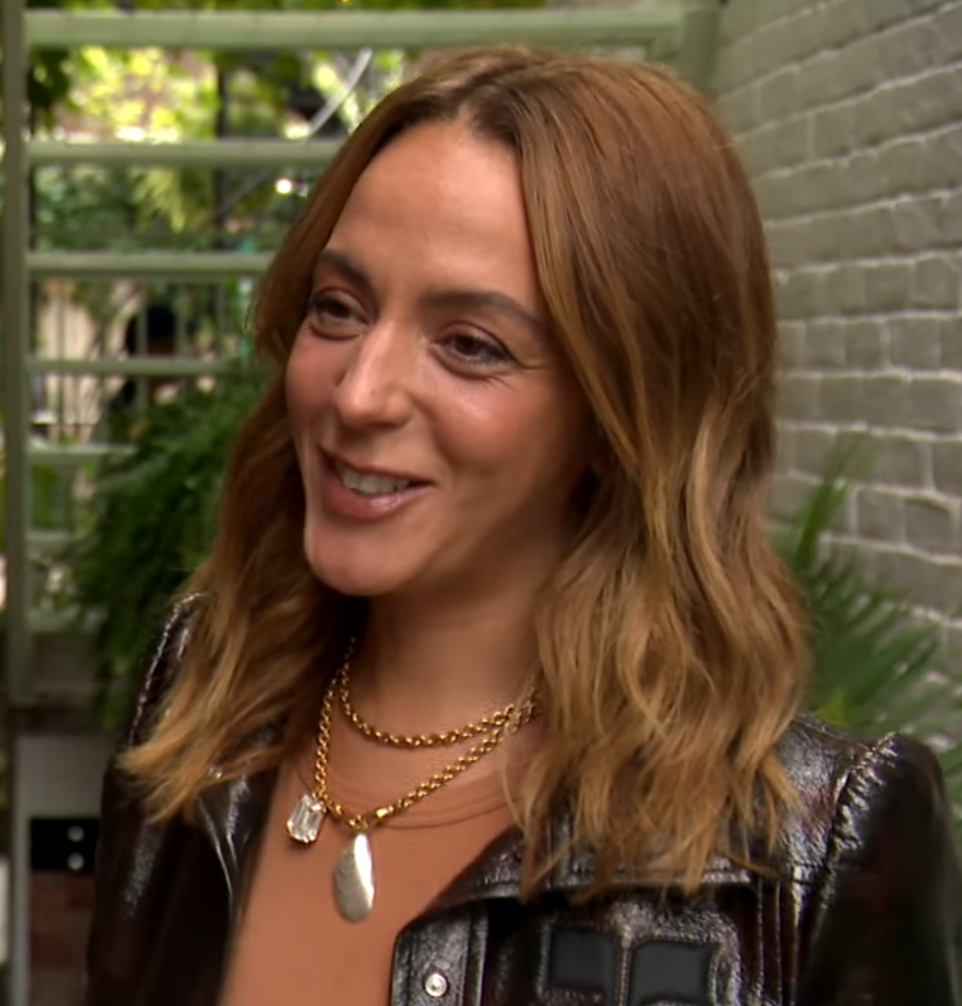
Monia Chokri lauréate du César du meilleur film étranger en 2024 pour Simple comme Sylvain.

Le César du meilleur film étranger est une récompense cinématographique française décernée par l'Académie des arts et techniques du cinéma depuis la première remise de prix le 3 avril 1976 au Palais des congrès à Paris.
Il récompense selon les votants de l'Académie le meilleur film produit hors de France.

## Attribution
Pour qu'un film soit nommé, il doit être produit en majorité à l'étranger, peu importe la langue : un film en langue française produit à l'étranger peut être nommé. De 2009 à 2020, parmi les sept nominations, deux films nommés doivent être francophones. Depuis 2013, un film francophone et coproduit en France peut être nommé dans n'importe quelle autre catégorie des César (sauf celle du meilleur film).
Pour être éligible à une nomination, le film devra avoir été exploité en France au moins une semaine, tout comme les autres films nommés au César (ce qui différencie des récompenses américaines équivalentes qui n'exigent pas une distribution aux États-Unis).
Tout comme le Golden Globe du meilleur film en langue étrangère ou le BAFTA du meilleur film étranger, plusieurs films d'un même pays peuvent être nommés (au contraire de l'Oscar du meilleur film étranger).
Le César du meilleur film étranger ne fut pas la seule récompense pour les films étrangers, un César du meilleur film francophone et du meilleur film de l'union européenne ont existé pour une durée limitée. La sélection du César du meilleur film étranger fut modifiée en conséquence durant l'existence de ces récompenses.

## Palmarès

### Années 1970
- 1976 : Parfum de femme (Profumo di donna) de Dino Risi •  Italie
  - Aguirre, la colère de Dieu (Aguirre, der Zorn Gottes) de Werner Herzog •  Allemagne de l'Ouest
  - La Flûte enchantée (Trollflöjten) d'Ingmar Bergman •  Suède
  - Nashville de Robert Altman •  États-Unis

- 1977 : Nous nous sommes tant aimés (C'eravamo tanto amati) d'Ettore Scola •  Italie
  - Barry Lyndon de Stanley Kubrick •  États-Unis
  - Cría cuervos de Carlos Saura •  Espagne
  - Vol au-dessus d'un nid de coucou (One Flew Over the Cuckoo's Nest) de Miloš Forman •  États-Unis

- 1978 : Une journée particulière (Una giornata particolare) d'Ettore Scola •  Italie
  - L'Ami américain (Der Amerikanische Freund) de Wim Wenders •  Allemagne
  - Annie Hall de Woody Allen •  États-Unis
  - Pain et Chocolat (Pane e cioccolata) de Franco Brusati •  Italie

- 1979 : L'Arbre aux sabots (L'albero degli zoccoli) d'Ermanno Olmi •  Italie
  - Julia de Fred Zinnemann •  États-Unis
  - Sonate d'automne (Höstsonaten) d'Ingmar Bergman •  Suède
  - Un mariage (A Wedding) de Robert Altman •  États-Unis

### Années 1980
- 1980 : Manhattan de Woody Allen •  États-Unis
  - Apocalypse Now de Francis Ford Coppola •  États-Unis
  - Hair de Miloš Forman •  États-Unis
  - Le Tambour (Die Blechtrommel) de Volker Schlöndorff •  Allemagne,  Pologne et  France
- 1981 : Kagemusha, l'ombre du guerrier ( 影武者) de Akira Kurosawa •  Japon
  - Fame de Alan Parker •  États-Unis
  - Kramer contre Kramer (Kramer vs. Kramer) de Robert Benton •  États-Unis
  - The Rose de Mark Rydell •  États-Unis
- 1982 : Elephant Man (The Elephant Man) de David Lynch •  Royaume-Uni
  - Les Aventuriers de l'arche perdue (Raiders of the Lost Ark) de Steven Spielberg •  États-Unis
  - Le Faussaire (Die Fälschung) de Volker Schlöndorff •  Allemagne
  - L'Homme de fer (Człowiek z żelaza) d'Andrzej Wajda •  Pologne
- 1983 : Victor Victoria de Blake Edwards •  Royaume-Uni
  - E.T. l'extra-terrestre (E.T. the extra-terrestrial) de Steven Spielberg •  États-Unis
  - La Maîtresse du lieutenant français (The French Lieutenant's Woman) de Karel Reisz •  Royaume-Uni
  - Yol, la permission (Yol) de Yilmaz Güney •  Turquie

De 1984 à 1986 fut également décerné le César du meilleur film francophone.
- 1984 : Fanny et Alexandre (Fanny och Alexander) de Ingmar Bergman •  Suède
  - Carmen de Carlos Saura •  Italie et  France
  - Les Dieux sont tombés sur la tête (The Gods Must Be Crazy) de Jamie Uys •  Botswana et  Afrique du Sud
  - Tootsie de Sydney Pollack •  États-Unis
- 1985 : Amadeus de Miloš Forman •  États-Unis
  - Greystoke, la légende de Tarzan (Greystoke: The Legend of Tarzan, Lord of the Apes) de Hugh Hudson •  Royaume-Uni
  - Maria's Lovers d'Andreï Kontchalovski •  États-Unis
  - Paris, Texas de Wim Wenders •  Allemagne de l'Ouest,  France et  États-Unis
- 1986 : La Rose pourpre du Caire (The Purple Rose of Cairo) de Woody Allen •  États-Unis
  - L'Année du dragon (Year of the Dragon) de Michael Cimino •  États-Unis
  - La Déchirure (The Killing Fields) de Roland Joffé •  Royaume-Uni
  - Ran (乱) d'Akira Kurosawa •  Japon
  - Recherche Susan désespérément (Desperately Seeking Susan) de Susan Seidelman •  États-Unis
- 1987 : Le Nom de la rose (Der Name der Rose) de Jean-Jacques Annaud •  Allemagne et  France
  - After Hours de Martin Scorsese •  États-Unis
  - Hannah et ses sœurs (Hannah and Her Sisters) de Woody Allen •  États-Unis
  - Mission (The Mission) de Roland Joffé •  Royaume-Uni
  - Out of Africa de Sydney Pollack •  États-Unis
- 1988 : Le Dernier Empereur (The Last Emperor) de Bernardo Bertolucci •  Italie et  Royaume-Uni
  - Les Ailes du désir (Der Himmel über Berlin) de Wim Wenders •  Allemagne
  - Les Incorruptibles (The Untouchables) de Brian De Palma •  États-Unis
  - Intervista de Federico Fellini •  Italie
  - Les Yeux noirs (Oci ciornie) de Nikita Mikhalkov •  Italie

Fut également remis en 1989 le César du meilleur film de l'Europe communautaire.
- 1989 : Bagdad Café (Out of Rosenheim) de Percy Adlon •  Allemagne
  - Bird de Clint Eastwood •  États-Unis
  - Qui veut la peau de Roger Rabbit (Who Framed Roger Rabbit) de Robert Zemeckis •  États-Unis
  - Salaam Bombay ! de Mira Nair •  Inde et  Royaume-Uni

### Années 1990
- 1990 : Les Liaisons dangereuses (Dangerous Liaisons) de Stephen Frears •  Royaume-Uni
  - Cinema Paradiso (Nuovo cinema Paradiso) de Giuseppe Tornatore •  Italie
  - Rain Man de Barry Levinson •  États-Unis
  - Sexe, Mensonges et Vidéo (Sex, Lies, and Videotape) de Steven Soderbergh •  États-Unis
  - Le Temps des Gitans (Дом за вешање) d'Emir Kusturica •  RFP Yougoslavie
- 1991 : Le Cercle des poètes disparus (Dead Poets Society) de Peter Weir •  États-Unis
  - Les Affranchis (Goodfellas) de Martin Scorsese •  États-Unis
  - Attache-moi ! (¡Átame!) de Pedro Almodóvar •  Espagne
  - Pretty Woman de Garry Marshall •  États-Unis
  - Taxi Blues (Такси-блюз) de Pavel Lounguine •  Union soviétique
- 1992 : Toto le héros de Jaco van Dormael •  Belgique
  - Alice de Woody Allen •  États-Unis
  - Danse avec les loups (Dances with Wolves) de Kevin Kostner •  États-Unis
  - Le Silence des agneaux (The Silence of the Lambs) de Jonathan Demme •  États-Unis
  - Thelma et Louise (Thelma and Louise) de Ridley Scott •  États-Unis
- 1993 : Talons aiguilles (Tacones lejanos) de Pedro Almodóvar •  Espagne
  - L'Amant de Jean-Jacques Annaud •  France et  Royaume-Uni[2]
  - Maris et Femmes (Husbands and Wives) de Woody Allen •  États-Unis
  - Retour à Howards End (Howards End) de James Ivory •  Royaume-Uni
  - The Player de Robert Altman •  Royaume-Uni
- 1994 : La Leçon de piano (The Piano) de Jane Campion •  Nouvelle-Zélande
  - Adieu ma concubine (霸王別姬) de Chen Kaige •  Chine
  - Meurtre mystérieux à Manhattan (Manhattan Murder Mystery) de Woody Allen •  États-Unis
  - Raining Stones de Ken Loach •  Royaume-Uni
  - The Snapper de Stephen Frears •  Royaume-Uni
- 1995 : Quatre mariages et un enterrement (Four Weddings and a Funeral) de Mike Newell •  Royaume-Uni
  - Journal intime (Caro diario) de Nanni Moretti •  Italie
  - La Liste de Schindler (Schindler's List) de Steven Spielberg •  États-Unis
  - Pulp Fiction de Quentin Tarantino •  États-Unis
  - Short Cuts de Robert Altman •  Royaume-Uni
- 1996 : Land and Freedom de Ken Loach •  Royaume-Uni
  - Smoke de Wayne Wang •  États-Unis
  - Sur la route de Madison (The Bridges of Madison County) de Clint Eastwood •  États-Unis
  - Underground (Podzemlje) d'Emir Kusturica •  RF Yougoslavie
  - Usual Suspects de Bryan Singer •  États-Unis
- 1997 : Breaking the Waves de Lars von Trier •  Danemark
  - Le Facteur (Il postino) de Michael Radford •  Italie
  - Fargo de Joel et Ethan Coen •  États-Unis
  - La Promesse des Frères Dardenne •  Belgique
  - Secrets et Mensonges (Secrets and Lies) de Mike Leigh •  Royaume-Uni
- 1998 : Les Virtuoses (Brassed Off) •  Royaume-Uni
  - The Full Monty - Le Grand Jeu (The Full Monty) •  États-Unis  Royaume-Uni
  - Hana-bi (はなび) •  Japon
  - Le Patient anglais (The English Patient) •  Royaume-Uni
  - Tout le monde dit I love you (Everyone Says I Love You) •  États-Unis
- 1999 : La vie est belle (La vita è bella) de Roberto Benigni •  Italie
  - Central do Brasil de Walter Salles •  Brésil
  - Festen de Thomas Vinterberg •  Danemark
  - Il faut sauver le soldat Ryan (Saving Private Ryan) de Steven Spielberg •  États-Unis
  - Titanic de James Cameron •  États-Unis

### Années 2000
- 2000 : Tout sur ma mère (Todo sobre mi madre) de Pedro Almodóvar •  Espagne
  - Dans la peau de John Malkovich (Being John Malkovich) de Spike Jonze •  États-Unis
  - Eyes Wide Shut de Stanley Kubrick •  États-Unis
  - Ghost Dog, la voie du samouraï (Ghost Dog: The Way of the Samurai) de Jim Jarmusch •  États-Unis
  - La Ligne rouge (The Thin Red Line) de Terrence Malick •  États-Unis
- 2001 : In the Mood for Love (花样年华) de Wong Kar-wai •  Hong Kong
  - Yi Yi (一一) de Edward Yang •  Taïwan
  - American Beauty de Sam Mendes •  États-Unis
  - Billy Elliot de Stephen Daldry •  Royaume-Uni
  - Dancer in the Dark de Lars von Trier •  Danemark
- 2002 : Mulholland Drive de David Lynch •  États-Unis
  - Moulin Rouge de Baz Luhrmann •  Australie et  États-Unis
  - The Barber : L'Homme qui n'était pas là (The Man Who Wasn't There) de Joel Coen •  États-Unis
  - Traffic de Steven Soderbergh •  États-Unis
  - La Chambre du fils (La stanza del figlio) de Nanni Moretti •  Italie

De 2003 à 2005, l'académie décerna également le César du meilleur film de l'Union européenne.
- 2003 : Bowling for Columbine de Michael Moore •  États-Unis
  - Ivre de femmes et de peinture (취화선) de Im Kwon-taek •  Corée du Sud
  - Le voyage de Chihiro (千と千尋の神隠し) de Hayao Miyazaki •  Japon
  - Minority Report de Steven Spielberg •  États-Unis
  - Ocean's Eleven, Steven Soderbergh •  États-Unis
- 2004 : Mystic River de Clint Eastwood •  États-Unis
  - The Hours de Stephen Daldry •  États-Unis et  Royaume-Uni
  - Gangs of New York de Martin Scorsese •  États-Unis
  - Elephant de Gus Van Sant •  États-Unis
  - Le Retour (Возвращение) de Andreï Zviaguintsev •  Russie
- 2005 : Lost in Translation de Sofia Coppola •  États-Unis
  - 21 Grammes (21 Grams) de Alejandro González Iñárritu •  États-Unis
  - Fahrenheit 9/11 de Michael Moore •  États-Unis
  - Carnets de voyage (Diarios de motocicleta) de Walter Salles •  Argentine
  - Eternal Sunshine of the Spotless Mind de Michel Gondry •  États-Unis
- 2006 : Million Dollar Baby de Clint Eastwood •  États-Unis
  - Tu marcheras sur l'eau (ללכת על המים) de Eytan Fox •  Israël
  - Mar Adentro de Alejandro Amenábar •  Espagne
  - Match Point de Woody Allen •  États-Unis et  Royaume-Uni
  - A History of Violence de David Cronenberg •  États-Unis
- 2007 : Little Miss Sunshine de Jonathan Dayton et Valerie Faris •  États-Unis
  - Le Secret de Brokeback Mountain (Brokeback Mountain) de Ang Lee •  États-Unis
  - Volver de Pedro Almodóvar •  Espagne
  - The Queen de Stephen Frears •  Royaume-Uni
  - Babel de Alejandro González Iñárritu •  Mexique et  États-Unis
- 2008 : La Vie des autres (Das Leben der Anderen) de Florian Henckel von Donnersmarck •  Allemagne
  - 4 mois, 3 semaines, 2 jours (4 luni, 3 săptămâni și 2 zile) de Cristian Mungiu •  Roumanie
  - De l'autre côté (Auf der anderen Seite) de Fatih Akın •  Allemagne et  Turquie
  - La nuit nous appartient (We Own the Night) de James Gray •  États-Unis
  - Les Promesses de l'ombre (Eastern Promises) de David Cronenberg •  Canada,  États-Unis et  Royaume-Uni

Depuis 2009, le nombre de nominations passe à 7. Le règlement impose également un quota de film francophone : 2 films nommés doivent être tournés en français.
- 2009 : Valse avec Bachir (ואלס עם באשיר) d'Ari Folman •  Israël
  - Eldorado de Bouli Lanners •  Belgique[3]
  - Gomorra de Matteo Garrone •  Italie
  - Into the Wild de Sean Penn •  États-Unis
  - Le Silence de Lorna de Jean-Pierre et Luc Dardenne •  Belgique[3]
  - There Will Be Blood de Paul Thomas Anderson •  États-Unis
  - Two Lovers de James Gray •  États-Unis

### Années 2010
- 2010 : Gran Torino de Clint Eastwood •  États-Unis
  - Avatar de James Cameron •  États-Unis
  - Harvey Milk (Milk) de Gus Van Sant •  États-Unis
  - J'ai tué ma mère de Xavier Dolan •  Canada[3]
  - Panique au village de Stéphane Aubier et Vincent Patar •  Belgique[3]
  - Le Ruban blanc (Das weiße Band) de Michael Haneke •  Allemagne et  Autriche
  - Slumdog Millionnaire de Danny Boyle •  Royaume-Uni

- 2011 : The Social Network de David Fincher •  États-Unis
  - Inception de Christopher Nolan •  États-Unis
  - Invictus de Clint Eastwood •  États-Unis
  - Bright Star de Jane Campion •  Nouvelle-Zélande
  - Les Amours imaginaires de Xavier Dolan •  Canada[3]
  - Dans ses yeux (El secreto de sus ojos) de Juan José Campanella •  Argentine et  Espagne
  - Illégal d'Olivier Masset-Depasse •  Belgique[3]

- 2012 : Une séparation (persan : جدایی نادر از سیمین) de Asghar Farhadi •  Iran
  - Black Swan de Darren Aronofsky •  États-Unis
  - Le Discours d'un roi (The King's Speech) de Tom Hooper •  Royaume-Uni
  - Drive de Nicolas Winding Refn •  États-Unis
  - Le Gamin au vélo de Jean-Pierre Dardenne et Luc Dardenne •  Belgique[3]
  - Incendies de Denis Villeneuve •  Canada[3]
  - Melancholia de Lars von Trier •  Danemark
- 2013 : Argo de Ben Affleck •  États-Unis
  - Bullhead (Rundskop) de Michaël R. Roskam •  Belgique
  - Laurence Anyways de Xavier Dolan •  Canada[3]
  - Oslo, 31 août (Oslo, 31. august) de Joachim Trier •  Norvège
  - La Part des anges (The Angels' Share) de Ken Loach •  Royaume-Uni
  - Royal Affair (En kongelig affære) de Nikolaj Arcel •  Danemark,  Suède,  République tchèque
  - À perdre la raison de Joachim Lafosse •  Belgique[3]
- 2014 : Alabama Monroe (The Broken Circle Breakdown) de Felix Van Groeningen •  Belgique
  - Django Unchained de Quentin Tarantino •  États-Unis
  - Blancanieves de Pablo Berger •  Espagne[3]
  - Blue Jasmine de Woody Allen •  États-Unis
  - Dead Man Talking de Patrick Ridremont •  Belgique[3]
  - La grande bellezza de Paolo Sorrentino •  Italie
  - Gravity de Alfonso Cuarón •  États-Unis
- 2015 : Mommy de Xavier Dolan •  Canada[3]
  - 12 Years a Slave de Steve McQueen •  États-Unis
  - Boyhood de Richard Linklater •  États-Unis
  - Deux jours, une nuit de Jean-Pierre et Luc Dardenne •  Belgique[3]
  - Ida de Paweł Pawlikowski •  Pologne
  - The Grand Budapest Hotel de Wes Anderson •  États-Unis
  - Winter Sleep de Nuri Bilge Ceylan •  Turquie
- 2016 : Birdman d'Alejandro González Iñárritu •  États-Unis
  - Le Fils de Saul (Saul fia) de László Nemes •  Hongrie
  - Je suis mort mais j'ai des amis de Guillaume et Stéphane Malandrin •  Belgique[3]
  - Mia madre de Nanni Moretti •  Italie
  - Taxi Téhéran (تاکسی, Taxi) de Jafar Panahi •  Iran
  - Le Tout Nouveau Testament de Jaco Van Dormael •  Belgique[3]
  - Youth de Paolo Sorrentino •  Italie
- 2017 : Moi, Daniel Blake (I, Daniel Blake) de Ken Loach •  Royaume-Uni
  - Baccalauréat (Bacalaureat) de Cristian Mungiu •  Roumanie
  - La Fille inconnue de Jean-Pierre et Luc Dardenne •  Belgique[3]
  - Juste la fin du monde de Xavier Dolan •  Canada[3]
  - Aquarius de Kleber Mendonça Filho •  Brésil
  - Manchester by the Sea de Kenneth Lonergan •  États-Unis
  - Toni Erdmann de Maren Ade •  Allemagne
- 2018 : Faute d'amour (Нелюбовь) d'Andreï Zviaguintsev •  Russie •  Allemagne •  Belgique •  France
  - Le Caire confidentiel (The Nile Hilton Incident) de Tarik Saleh •  Suède  •  Danemark  •  Allemagne
  - Dunkerque (Dunkirk) de Christopher Nolan •  États-Unis ;  Royaume-Uni ;  Pays-Bas ;  France
  - L'Échange des princesses de Marc Dugain •  Belgique ;  France[3]
  - La La Land de Damien Chazelle •  États-Unis
  - Noces de Stephan Streker •  Belgique ;  Luxembourg ;  Pakistan ;  France[3]
  - The Square de Ruben Östlund •  Suède ;  Allemagne ;  Danemark ;  France
- 2019 : Une affaire de famille (万引き家族) de Hirokazu Kore-eda •  Japon
  - Three Billboards : Les Panneaux de la vengeance (Three Billboards) de Martin McDonagh •  États-Unis •  Royaume-Uni
  - Capharnaüm de Nadine Labaki •  Liban
  - Cold War (Zimna wojna) de Paweł Pawlikowski •  Pologne
  - Girl de Lukas Dhont •  Belgique •  Pays-Bas
  - Hannah de Andrea Pallaoro •  Italie[3]
  - Nos batailles de Guillaume Senez •  Belgique •  France[3]

### Années 2020
- 2020 : Parasite (기생충) de Bong Joon-ho •  Corée du Sud
  - Douleur et Gloire (Dolor y gloria) de Pedro Almodóvar •  Espagne
  - Le Jeune Ahmed de Jean-Pierre et Luc Dardenne •  Belgique[3]
  - Joker de Todd Phillips •  États-Unis
  - Lola vers la mer de Laurent Micheli •  Belgique •  France[3]
  - Once Upon a Time… in Hollywood de Quentin Tarantino •  États-Unis •  Royaume-Uni
  - Le Traître (Il traditore) de Marco Bellocchio •  Italie •  France •  Allemagne •  Brésil

- 2021 : Drunk (Druk) de Thomas Vinterberg •  Danemark
  - La Communion (Boże Ciało) de Jan Komasa •  Pologne•  France
  - Dark Waters de Todd Haynes •  États-Unis
  - 1917 de Sam Mendes •  États-Unis•  Royaume-Uni
  - Eva en août (La virgen de agosto) de Jonás Trueba •  Espagne

- 2022 : The Father de Florian Zeller •  Royaume-Uni •  France
  - Compartiment n° 6 (Hytti Nro 6) de Juho Kuosmanen •  Finlande •  Estonie •  Russie •  Allemagne
  - Drive My Car (ドライブ・マイ・カー) de Ryûsuke Hamaguchi •  Japon
  - First Cow de Kelly Reichardt •  États-Unis
  - Julie (en 12 chapitres) (Verdens Verste Menneske) de Joachim Trier •  Norvège
  - La Loi de Téhéran (متری شیش و نیم) de Saeed Roustayi •  Iran
  - Madres paralelas de Pedro Almodóvar •  Espagne

- 2023 : As bestas de Rodrigo Sorogoyen •  Espagne
  - Close de Lukas Dhont •  Belgique
  - La Conspiration du Caire (Walad Min Al Janna) de Tarik Saleh •  Suède
  - Eo de Jerzy Skolimowski •  Pologne •  Italie
  - Sans filtre (Triangle of Sadness) de Ruben Östlund •  Suède

- 2024 : Simple comme Sylvain de Monia Chokri •  Canada et  France
  - L'Enlèvement de Marco Bellocchio •  Italie
  - Les Feuilles mortes d'Aki Kaurismäki •  Finlande
  - Oppenheimer de Christopher Nolan •  États-Unis et  Royaume-Uni
  - Perfect Days de Wim Wenders •  Allemagne et  Japon

- 2025 : La Zone d'intérêt de Jonathan Glazer •  Royaume-Uni,  Pologne et  États-Unis
  - Anora de Sean Baker •  États-Unis
  - Les Graines du figuier sauvage de Mohammad Rasoulof •  France et  Allemagne
  - The Apprentice d'Ali Abbasi •  Canada,  États-Unis,  Danemark et  Irlande
  - The Substance de Coralie Fargeat •  Royaume-Uni,  France et  États-Unis

## Les récipiendaires à la cérémonie
C'est souvent le distributeur français ou le coproducteur français qui vient chercher le César, le réalisateur lauréat privilégie davantage la cérémonie des Oscars, qui souvent se déroule deux jours après celle des César.
Les réalisateurs qui ont eux-mêmes réceptionné leurs récompenses ont été : 
- Miloš Forman en 1985 ;
- Jean-Jacques Annaud en 1987 ;
- Percy Adlon en 1989 ;
- Stephen Frears en 1990 ;
- Jaco Van Dormael en 1992 ;
- Pedro Almodóvar en 1993 et 2000 ;
- Mike Newell en 1995 ;
- Ken Loach en 1996 ;
- Michael Moore en 2003 ;
- Sofia Coppola en 2005 ;
- Florian Henckel von Donnersmarck en 2008 ;
- Ari Folman en 2009 ;
- Florian Zeller en 2022.

## Nominations et victoires multiples

### Par réalisateur
Réalisateurs nommés plusieurs fois (entre parenthèses le nombre de victoires) :
- 10 nominations : Woody Allen (2) ;
- 6 nominations : Clint Eastwood (3) ; Pedro Almodóvar (2) ; Frères Dardenne ;
- 5 nominations : Steven Spielberg ; Xavier Dolan (1) ;
- 4 nominations : Robert Altman ; Ken Loach (2) ;
- 3 nominations : Ingmar Bergman (1) ; Miloš Forman (1) ; Wim Wenders ; Martin Scorsese ; Stephen Frears (1) ; Steven Soderbergh ; Nanni Moretti ; Quentin Tarantino ; Lars von Trier* ; Alejandro González Iñárritu (1) ;
- 2 nominations : Ettore Scola** ; Stanley Kubrick ; Carlos Saura ; Volker Schlöndorff ; Akira Kurosawa (1) ; David Lynch (2) ; Sydney Pollack ; Roland Joffé ; Jean-Jacques Annaud* ; Emir Kusturica ; Jaco Van Dormael (1) ; Jane Campion (1) ; Joel Coen ; Walter Salles ; Thomas Vinterberg (1) ; James Cameron ; Sam Mendes ; Stephen Daldry ; Michael Moore (1) ; Gus Van Sant ; Andreï Zviaguintsev (1) ; David Cronenberg ; Cristian Mungiu ; James Gray ; Christopher Nolan ; Joachim Trier ; Paolo Sorrentino ; Paweł Pawlikowski.

### Par pays
Les coproductions internationales sont prises en compte.
| Pays                 | Victoires | Nominations | Films primés |
| -------------------- | --------- | ----------- | --- |
| Afrique du Sud       | 0         | 1           | — |
| Allemagne            | 4         | 17          | Le Nom de la rose, Bagdad Café, La Vie des autres, Faute d'amour |
| Allemagne de l'Ouest | 0         | 1           | — |
| Argentine            | 0         | 2           | — |
| Australie            | 0         | 1           | — |
| Autriche             | 0         | 1           | — |
| Belgique             | 3         | 22          | Toto le héros, Alabama Monroe, Faute d'amour |
| Botswana             | 0         | 1           | — |
| Brésil               | 0         | 3           | — |
| Canada               | 2         | 8           | Mommy, Simple comme Sylvain |
| Chine                | 0         | 1           | — |
| Corée du Sud         | 1         | 2           | Parasite |
| Danemark             | 2         | 8           | Breaking the Waves, Drunk |
| Espagne              | 3         | 11          | Talons aiguille, Tout sur ma mère, As bestas |
| Estonie              | 0         | 1           | — |
| États-Unis           | 15        | 105         | Manhattan, Amadeus, La Rose pourpre du Caire, Le Dernier Empereur, Le Cercle des poètes disparus, Mulholland Drive, Bowling for Columbine, Mystic River, Lost In Translation, Million Dollar Baby, Little Miss Sunshine, Gran Torino, The Social Network, Argo, Birdman |
| Finlande             | 0         | 2           | — |
| France               | 5         | 18          | Le Nom de la rose, Faute d'amour, The Father, As bestas, Simple comme Sylvain |
| Hong Kong            | 1         | 1           | In the Mood for Love |
| Hongrie              | 0         | 1           | — |
| Inde                 | 0         | 1           | — |
| Iran                 | 1         | 3           | Une séparation |
| Israël               | 1         | 2           | Valse avec Bachir |
| Italie               | 6         | 22          | Parfum de femme, Nous nous sommes tant aimés, Une journée particulière, L'Arbre aux sabots, Le Dernier Empereur, La vie est belle |
| Japon                | 2         | 7           | Kagemusha, l'ombre du guerrier, Une affaire de famille |
| Liban                | 0         | 1           | — |
| Luxembourg           | 0         | 1           | — |
| Mexique              | 0         | 1           | — |
| Norvège              | 0         | 2           | — |
| Nouvelle-Zélande     | 1         | 2           | La Leçon de piano |
| Pakistan             | 0         | 1           | — |
| Pays-Bas             | 0         | 2           | — |
| Pologne              | 0         | 6           | — |
| RF Yougoslavie       | 0         | 1           | — |
| RFP Yougoslavie      | 0         | 1           | — |
| Roumanie             | 0         | 2           | — |
| Royaume-Uni          | 8         | 35          | Elephant Man, Victor Victoria, Les Liaisons dangereuses, Quatre mariages et un enterrement, Land and Freedom, Les Virtuoses, Moi, Daniel Blake, The Father |
| Russie               | 1         | 3           | Faute d'amour |
| Suède                | 1         | 8           | Fanny et Alexandre |
| Taïwan               | 0         | 1           | — |
| Tchéquie             | 0         | 1           | — |
| Turquie              | 0         | 3           | — |
| Union soviétique     | 0         | 1           | — |

## Les lauréats aux Oscars
Ces listes indiquent les nominations et éventuellement les victoires, indiquées en gras, des films lauréats de ce César aux Oscars. C'est l'année de la cérémonie des Oscars qui est indiquée. Les deux catégories concernés, l'Oscar du meilleur film étranger et l'Oscar du meilleur film, sont celles qui récompensent les films en eux-mêmes, afin d'avoir un équivalent.
Il peut exister plus d'un an d'écart entre la remise d'un Oscar du meilleur film étranger et du César équivalent, un délai dû à la distribution française souvent plus tardive, combinée avec la pratique des sorties limités, très courantes aux États-Unis durant la saison des récompenses. Les délais d'exploitations éligibles des récompenses sont différents également : du 1er janvier au 31 décembre pour le César mais pas pour l'Oscar du meilleur film en langue étrangère (du 1er octobre au 30 septembre).
Ainsi, en 2024, sur les 41 films lauréats du César du meilleur film étranger, 22 furent nommés aux Oscars.

### Oscar du meilleur film en langue étrangère
Les films anglophones qui représentent la moitié des lauréats au César du meilleur film étranger ne peuvent logiquement pas y figurer.
- 1976 : Parfum de femme de Dino Risi •  Italie
- 1978 : Une journée particulière d'Ettore Scola •  Italie
- 1981 : Kagemusha, l'ombre du Guerrier d'Akira Kurosawa •  Japon
- 1984 : Fanny et Alexandre d'Ingmar Bergman •  Suède
- 1999 : La Vie est Belle de Roberto Benigni •  Italie
- 2000 : Tout sur ma mère de Pedro Almodóvar •  Espagne
- 2007 : La Vie des Autres de Florian Henckel von Donnersmarck •  Allemagne
- 2009 : Valse avec Bachir d'Ari Folman •  Israël
- 2012 : Une séparation d'Asghar Farhadi •  Iran
- 2014 : Alabama Monroe de Felix Van Groeningen •  Belgique
- 2018 : Faute d'amour d'Andreï Zviaguintsev •  Russie
- 2019 : Une affaire de famille de Hirokazu Kore-eda •  Japon
- 2020 : Parasite de Bong Joon-ho •  Corée du Sud
- 2021 : Drunk de Thomas Vinterberg •  Danemark

### Oscar du meilleur film
Cet Oscar nomme et récompense seulement les producteurs. Les films américains y sont éligibles et plus rarement, s'il y a une grande popularité critique, certains films étrangers.
- 1985 : Amadeus  – Saul Zaentz
- 1988 : Le Dernier empereur – Jeremy Thomas
- 1989 : Les Liaisons dangereuses – Norma Heyman et Hank Moonjean
- 1990 : Le Cercle des Poètes Disparus – Steven Haft, Paul Junger Witt et Tony Thomas
- 1994 : La Leçon de piano – Jan Chapman
- 1999 : La vie est belle – Elda Ferri et Gianluigi Braschi
- 2004 : Mystic River – Robert Lorenz, Judie G. Hoyt et Clint Eastwood
- 2004 : Lost in Translation – Ross Katz et Sofia Coppola
- 2005 : Million Dollar Baby – Clint Eastwood, Albert S. Ruddy et Tom Rosenberg
- 2007 : Little Miss Sunshine – David T. Friendly, Peter Saraf et Marc Turtletaub
- 2011 : The Social Network – Scott Rudin, Dana Brunetti, Michael De Luca et Ceán Chaffin
- 2013 : Argo – Grant Heslov, Ben Affleck et George Clooney
- 2015 : Birdman – Alejandro González Iñárritu, John Lesher et James W. Skotchdopole
- 2020 : Parasite – Kwak Sin-ae et Bong Joon-ho